# جنبنده

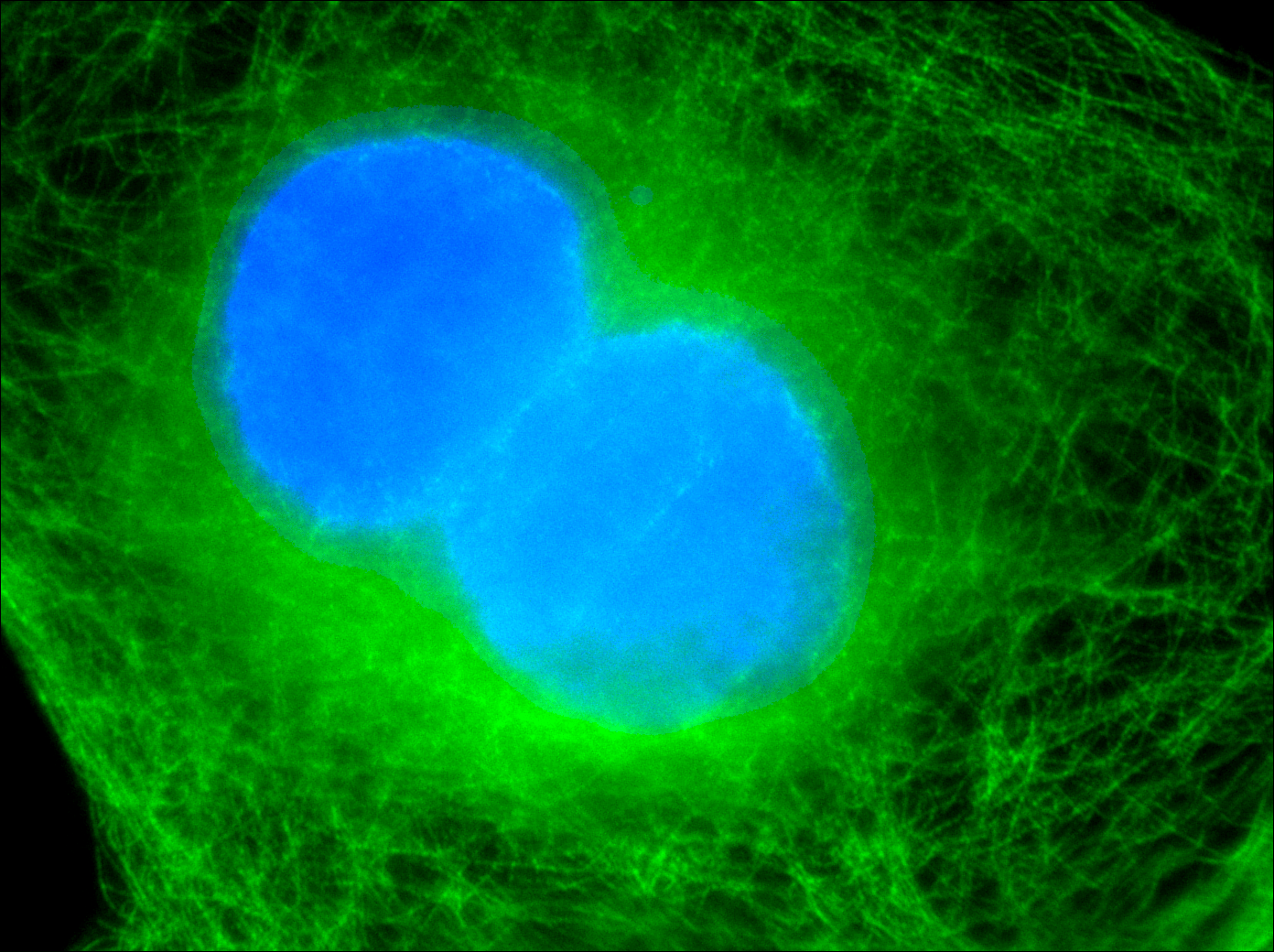
تقسیم سلولی. همه سلول ها را می توان برای داشتن توانایی تقسیم به دو سلول دختر جدید متحرک در نظر گرفت.

جُنبَنده (motile) در زیست‌شناسی صفتی است برای توصیف زیست‌مندانی که قادرند به خودی خود و به‌طور فعال در محیط حرکت کنند. جنبندگان برای این حرکت انرژی مصرف می‌کنند. بیشتر جانداران جنبنده هستند. به جانداران جنبنده آبزی معمولاً، شناگر گفته می‌شود.
جاندارانی مانند مرجان‌ها، کشتی‌چسب‌ها، و اسفنج‌های دریایی که در جای خود ثابت می‌مانند ناجنبنده sessile نامیده می‌شوند.